# 祖安清心
祖安清心（英語：Joan Cheng Sim Pereira；全名：祖安·清心·佩雷拉；1967年—），新加坡人民行动党籍欧亚裔政治人物。她自2015年9月11日起担任丹戎巴葛集选区亨德森—杜生分区的国会议员。

## 背景

### 家庭
祖安清心的父亲是欧亚人、母亲是华人，她因此以华文为第二语言。

### 教育
祖安清心毕业于天主教圣婴修道院和公教初级学院，之后在新加坡国立大学获得文学学士学位。

## 事业
祖安清心是淡马锡控股旗下慈善机构淡马锡关怀基金会总经理助理。此前曾任人民协会家庭生活和积极老龄化部门主任。

### 政治事业
2015年，人民行动党宣布祖安清心将在2015年大选当中参加丹戎巴葛集选区的竞选，她目前是丹戎巴葛集选区的国会议员。随后，她被任命为新加坡第14届国会社会及家庭发展政府国会委员会（英語：Social and Family Development Government Parliamentary Committee，简称GPC）副主席。